# 福建山桐子
福建山桐子（学名：Idesia polycarpa var. fujianensis）为大风子科山桐子属下的一个变种。

## 扩展阅读
- 維基物種上的相關：福建山桐子